# 陆春云
陆春云（1963年—），江苏苏州人，汉族，中华人民共和国政治人物、第十二届全国人民代表大会江苏地区代表。
毕业于省委党校政治经济学专业，加入中国共产党。2013年，被选为全国人大代表。